# Necromys lilloi
Necromys lilloi es una especie de roedor cricétido de pequeño tamaño, miembro del género Necromys, cuyos integrantes son denominados comúnmente ratones cavadores. Habita en el centro-oeste de Sudamérica.

## Taxonomía
Descripción original
Esta especie fue descrita originalmente en el año 2016 por los zoólogos Jorge Pablo Jayat, Guillermo D’Elía, Pablo Edmundo Ortiz y Pablo Teta.
Tanto el ejemplar holotipo como los de la totalidad de la serie típica fueron depositados en la colección de mamíferos del Museo Argentino de Ciencias Naturales Bernardino Rivadavia (MACN), de la ciudad de Buenos Aires.
Etimología
Etimológicamente, el término específico lilloi es un epónimo que refiere al apellido de la persona a quien fue dedicada, el naturalista y profesor argentino Miguel Ignacio Lillo.
Caracterización y relaciones filogenéticas
Su descripción se basó tanto en pruebas morfológicas (analizando restos de 129 individuos) como moleculares (estudiando muestras del genoma mitocondrial de 77 ejemplares). Esta última evidencia permitió demostrar que Necromys lilloi es notablemente divergente (≥ 11.6 %) respecto a las demás especies integrantes del género Necromys. De estas, varios rasgos anatómicos del cráneo, de su dentición así como de su piel permiten distinguirla; a su vez, de las otras 4 especies argentinas del género, es posible diferenciarla por características morfométricas. Necromys lilloi es una especie hermana de N. amoenus (Thomas, 1900).
El patrón cromático de su pelaje es mayormente marrón-grisáceo, con poco contraste entre la tonalidad que se observa en el dorso respecto a la que presenta en el vientre.

## Distribución y hábitat
Esta especie es endémica del noroeste de la Argentina. Se distribuye en el nordeste de la provincia de Tucumán, específicamente en el departamento Burruyacú, en una región limítrofe con la provincia de Salta.
La descripción se realizó sobre la base de 5 especímenes, los que fueron colectados en la zona de la finca Los Chorrillos, aproximadamente a una altitud de 1400 m s. n. m..
El hábitat donde fue encontrado este roedor está definido por pastizales de altura, los que están contenidos por remanentes boscosos del chaco serrano, pertenecientes a la provincia fitogeográfica chaqueña.